# Lars Ceglecki
Lars Ceglecki (* 12. März 1972) ist ein deutscher Schauspieler, Regisseur und Intendant.

## Berufliche Stationen
Nach seiner Schauspielausbildung in Hamburg wurde Lars Ceglecki zunächst am Altonaer Theater engagiert und spielte dort ab 2001 in Kinder- und Tourneeproduktionen. Später spielte er u. a. am Lichthof Theater, am Hamburger Sprechwerk, am Kleinen Hoftheater und am Velvets Theater in Wiesbaden. Er sammelte erste Regieerfahrungen als Assistent von Axel Schneider und Chris Weinheimer und arbeitet seit 2009 als freier Regisseur. Er ist zudem als Sprecher tätig. Seit 2014 ist er einer der Leiter des Theater das Zimmer in Hamburg-Horn.